# 石家河文化

石家河文化の範囲

石家河文化（せっかがぶんか）は、中国湖北省の長江中流域に紀元前2500年頃から紀元前2000年頃にかけて存在した新石器時代後期の文化。長江流域で最初の都市遺跡を残した。
同地の屈家嶺文化を継承した石家河文化は屈家嶺文化と同一視される場合もあるが、環濠集落から発展して大規模な城郭都市が築かれており、原始的な都城を構成したことにより屈家嶺文化と区別されている。文化的には屈家嶺文化の特徴的な遺物である彩色紡錘車を継承し、また灰陶などの陶器や陶製の人物像（塑像）、ヒスイの玉製品は更に発達した製法が生み出されている。また銅鉱石や銅製品も遺跡より出土している。
標式遺跡である石家河遺跡は、湖北省天門県石家河で発見された。遺跡の上層部は屈家嶺文化に属している。石家河遺跡は120万平方mの広さを持つ都城で、周囲は堀と版築でできた城壁で囲まれており、その形状はほぼ正方形で南北は1.3km、東西は1.1kmほどであった。この地域の中心都市だったと推測できる。また集落も楕円形や方形の環濠集落へと拡張された時代であった。その他の代表的な遺跡には、湖南省澧県の城頭山遺跡がある。